# توريالفا (كانتون)
توريالفا (بالإسبانية: Turrialba)‏ هو الكانتون الخامس من محافظة كارتاغو في كوستاريكا. و يغطي الكانتون مساحة 1,642.67 كم مربع،
كما يقارب عدد سكانه 70,867 نسمة.
و تدعى مدينته الرئيسية بـ توريالفا أيضاً.
كانتون توريالفا هو أكبر حادي عشر كانتون من بين 81 كانتون في كوستاريكا، يشكل نهري أتيرّو و توريالفا الأجزاء الأكبر من حدود الكانتون الغربية، كما يحدد نهر شيرّيبو الحدود الجنوبية الشرقية، ويوجد في المنطقة بركان توريالفا النشط.
تم تأسيس هذا الكانتون تشريعيا في 19 آب 1903.

## المقاطعات
يتألف الكانتون من اثنا عشر مقاطعات وهي :
1. توريالفا
2. لا سويسا
3. باريلتا
4. سانتا كروس
5. سانتا كروس
6. سانتا تيريسيتا
7. تويس
8. تاجوتيك
9. سانتا روسا
10. تريس إكيس
11. لا إيسابِل
12. شرّيبو

## أعلام
- آريال لاسييتير